# NGC 91
NGC 91 is een ster in het sterrenbeeld Andromeda.
NGC 91 werd op 26 oktober 1854 ontdekt door de Ierse astronoom William Parsons.